# Rusztem
A Rusztem férfinév perzsa eredetű, jelentése: vidéki.

## Gyakorisága
Az 1990-es években szórványos név, a 2000-es években nem szerepel a 100 leggyakoribb férfinév között.

## Névnap
- október 9.[2]
- november 10.[2]

## Híres Rusztemek
- Vámbéry Rusztem jogász
- Rusztem budai pasa